# Жабино (Псковская область)
Жабино — деревня в Усвятском районе Псковской области России. Входит в состав сельского поселения «Усвятская волость».
Находится в 1 версте к северо-востоку от деревни Чурилово и примерно в 19 верстах к северо-западу от посёлка Усвяты.

## Население
Численность населения деревни на конец 2000 года составляла 21 житель.